# Oraphasmophaga pictipennis
Oraphasmophaga pictipennis là một loài ruồi trong họ Tachinidae.